# Кокорина (Иркутская область)
Кокорина — деревня в Баяндаевском районе Иркутской области России. Входит в состав Ользонского муниципального образования. Находится примерно в 23 км к западу от районного центра.

## Население
| 2002 | 2010 | 2011 | 2012 |
| ---- | ---- | ---- | ---- |
| 361  | ↘264 | ↘262 | ↘255 |

По данным Всероссийской переписи, в 2010 году в деревне проживали 264 человека (130 мужчин и 134 женщины).